# Перерва (Кировская область)
Перерва — посёлок сельского типа в Верхнекамском районе Кировской области России. Входит в состав Камского сельского поселения.

## География
Посёлок находится на северо-востоке Кировской области, в северо-восточной части Верхнекамского района, на правом берегу реки Камы. Абсолютная высота — 169 метров над уровнем моря. Расстояние до районного центра (города Кирс) — 94 км. Ближайшие населённые пункты — Камский, Тупрунка, Кай.

## Население
По данным всероссийской переписи 2010 года, численность населения посёлка составляла 27 человек (мужчины — 16, женщины — 11).

## История
Посёлок был основан сплавщиками леса в 1926 году.

## Фотогалерея
- Перерва
- Перерва
- Перерва
- Перерва